# 法輪寺 (名古屋市東区)
法輪寺（ほうりんじ）は、愛知県名古屋市東区にある日蓮宗の寺院。山号は一乗山、本尊は木造法華経題目宝塔。

## 概要
創立年不詳。連華院日芸により開山。京都妙顕寺の末寺にあたる。創立当初は青陽山妙国寺であり、所在地も尾張国清須であった。
慶長15年（1610年）の名古屋開府に伴い、元和6年（1615年）に名古屋城下の東寺町が形成された小川町に移転。承応3年（1654年）9月、住僧の日命が磔刑となり、寺号を法輪坊に改めた。延宝7年（1679年）10月には法輪寺へと再び寺号を改めている。山号が改められた時期はつまびらかでない。
元禄10年（1697年）、年明けより本堂を着工、8月に落成した。13世・本是院日宣が庫裏を再建、19世・遠寿院日量は妙見堂を建立するなど境内も整備されたが、嘉永5年（1858年）11月に本堂より出火して妙見堂、鐘楼、山門を残して全焼、その後また再建されている。

### 近代
明治時点では本堂・庫裏・玄関・鐘楼・妙見堂・山門などが残されており、鐘楼の鐘には天明元年（1781年）の銘が入っていたという。1945年（昭和20年）の名古屋大空襲による被害は免れたものの、周囲の戦災復興区画整理事業の進展に伴い、本堂や書院等を移築している。